# 博洛塔纳
博洛塔纳（義大利語：Bolotana），是意大利撒丁大区努奥罗省的一个市镇。总面积108.52平方公里，人口2924人，人口密度26.9人/平方公里（2009年）。ISTAT代码为091010。